# День Ангама

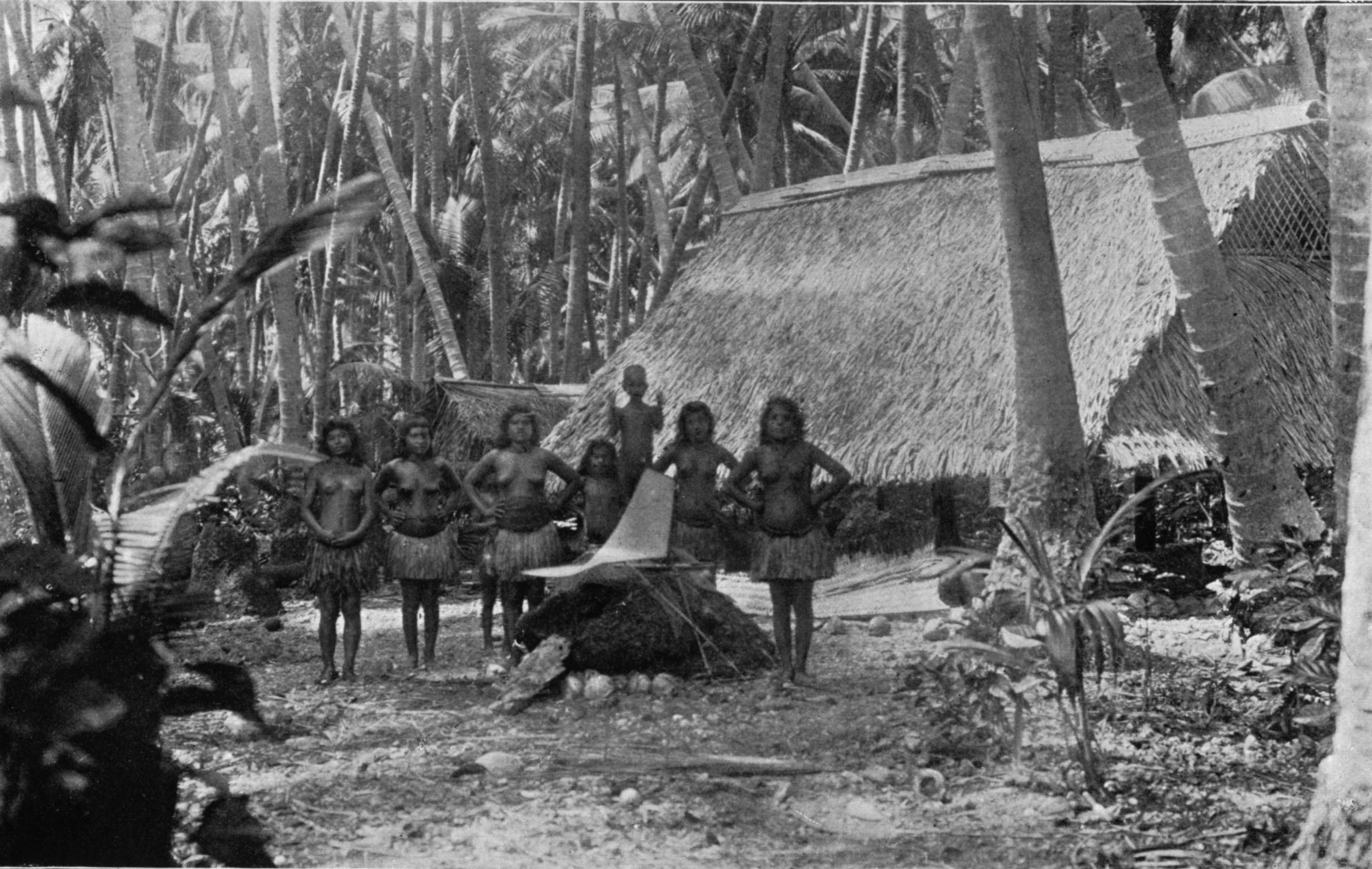
Науру, 1896

День Ангама (Angam Day) — праздник в Республике Науру, который отмечается 26 октября. В этот день науруанцы чествуют дату, когда численность населения острова впервые с момента его колонизации достигла 1500 человек (это число считалось минимально необходимым для выживания нации). Всего в истории Науру было два случая фиксирования заветной численности: в 1932 году и в 1949 году.
После Первой мировой войны, в 1923 году, Науру получил статус мандатной территории Лиги Наций и был передан под совместное управление Великобритании, Австралии и Новой Зеландии, но административное управление осуществляла Австралия (ранее остров был колонией Германской империи). После окончания войны, в 1919 году, на Науру австралийским администратором Гриффитом была проведена перепись населения. Позже, в своей встрече с местными вождями, Гриффит заявил о том, что численность населения острова была угрожающе низкой и, если науруанцы хотят быть нацией, население Науру должно быть не меньше 1500 человек. Было также решено, что день, в который население достигнет этой цифры, будет назван Днём Ангама (Днём ликования), и он станет государственным праздником. Ребёнок, который станет 1500-м, будет объявлен ребёнком Ангама, за что получит ценные подарки и уважение.
Спустя тринадцать лет после переписи население острова достигло 1500 человек. Первый ребёнок Ангама родился 26 октября 1932 года. Им стала девочка по имени Эидаруво (наур. Eidegenegen Eidagaruwo). Однако в годы Второй мировой войны численность населения Науру снова сократилась ниже опасного уровня. 1201 науруанец во время войны был эвакуирован на остров Трук (сейчас Чуук), из которых на родину вернулось только 737 человек. Первый ребёнок Ангама также не смог вернуться на Науру, так как умер на Труке из-за недоедания и фрамбезии, или тропической гранулемы, как и большинство эвакуированных.
Вторым ребёнком Ангама стал мальчик по имени Адам (наур. Bethel Enproe Adam), родившийся в округе Боэ 31 марта 1949 года. Несмотря на то, что Адам родился не в тот день, что Эидаруво, именно 26 октября жители продолжают праздновать день Ангама.